# シコルスキー S-76
シコルスキー S-76
新潟県消防防災航空隊のS-76B
- 用途：汎用機
- 分類：ヘリコプター
- 製造者：シコルスキー・エアクラフト
- 運用者

  -  消防防災航空隊、海上保安庁
  - ほか世界各国
- 初飛行：1977年3月13日
- 運用状況：現用
- 派生型：シコルスキー S-75

シコルスキー S-76（Sikorsky S-76）は、アメリカ合衆国の航空機メーカー、シコルスキー・エアクラフト社が開発した双発ターボシャフトエンジンの中型ヘリコプター。報道・警察・社用機など広く運用されている。初飛行は1977年3月13日。

## 概要
シコルスキー・エアクラフト社が、民間市場のシェア拡大のため自主開発した。メインローターは、チタニウム・ノーメックス・ガラス繊維複合材などを使用した後退角付4枚。テール・ローターは複合材製4枚。降着装置は前輪式で引き込み脚。
流麗な外見と乗り心地の良さからVIP機、遊覧飛行にも使われている。
A,B,C,D型があり、それぞれ搭載エンジンが異なる。また、S-76Bを基にした軍用型も開発されている。

### 派生型

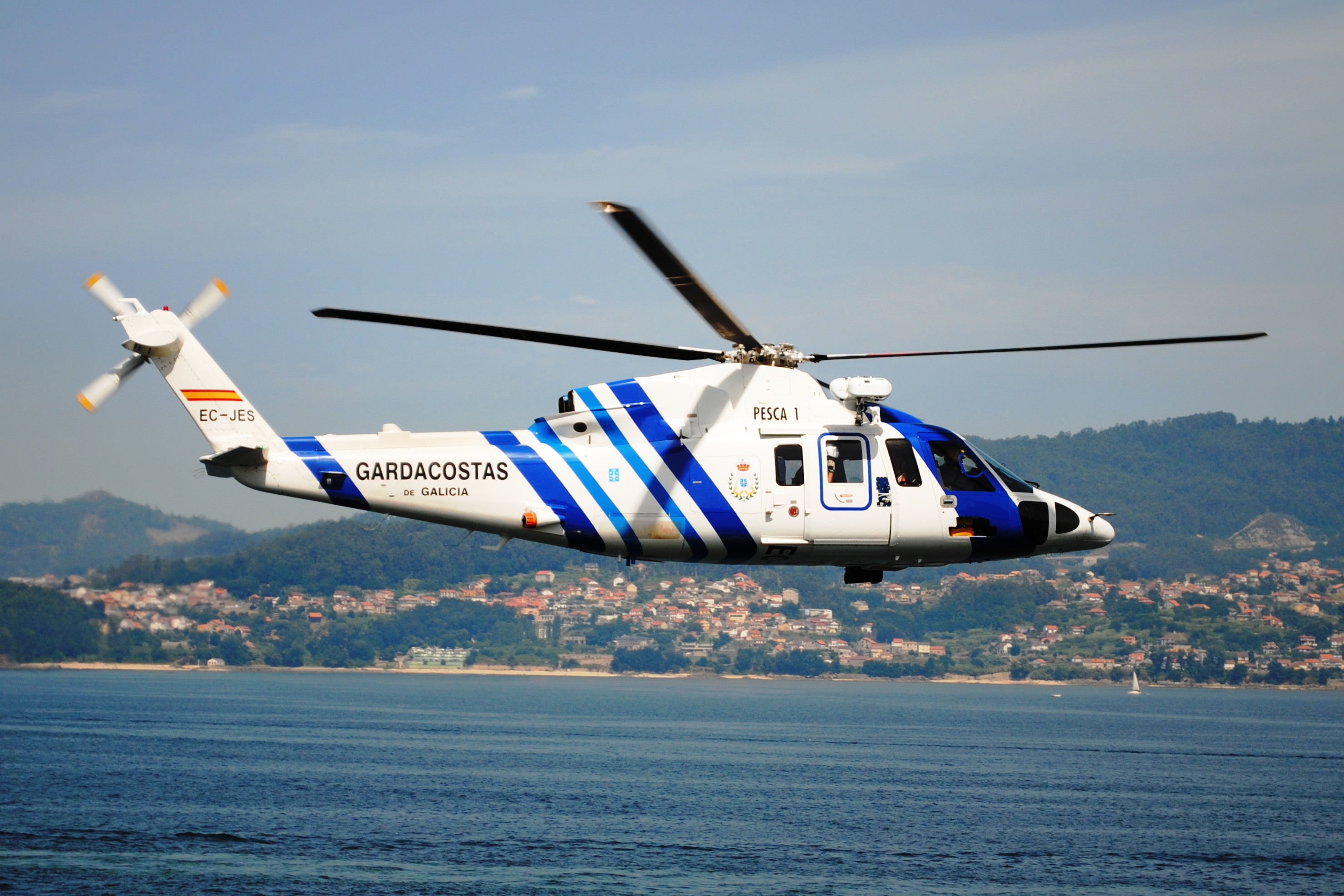
S-76C+

S-76A
エンジンはアリソン社（現：ロールス・ロイス・ホールディングス）250-C30 485kW (650shp)×2基。
S-76 Mk.II
1982年の発売。全天候飛行のための航法機器を搭載。エンジンの信頼性の向上と調整による若干の緊急出力の向上。
エンジンはアリソン社（現：ロールス・ロイス・ホールディングス）250-C30S 485kW (650shp)×2基。
S-76A+
エンジンはチュルボメカ社 アリエル1S 523kW (700shp)×2基。
S-76B
エンジンはプラット・アンド・ホイットニー・カナダ社 PT6B-36A 732kW (960shp)×2基。
S-76C
エンジンはチュルボメカ社 アリエル1S1 541kW (725shp)×2基。
S-76C+
エンジンはチュルボメカ社 アリエル2S1 587kW (787shp)×2基。
S-76C++
エンジンはチュルボメカ社 アリエル2S2 636kW (853shp)×2基。
S-76D
エンジンはプラット・アンド・ホイットニー・カナダ社 PW210S 783kW (1,000shp)×2基。
Main Rotor Bladeを完全なコンポジット製に変更するとともに、電力供給システム、自動操縦システム、計器表示システムなどを一新している。エンジン及びMain Rotor Bladeの変更に伴う余剰出力の向上により最大離陸重量が11,875 lbsに向上した。
RP1
MH2000開発のため、三菱重工業がS-76Aを改造して製作した実験機。

### 性能･主要諸元(S-76C++)
- 乗員: 2名
- 乗客:12人
- 全長: 52 ft 6 in (16.0 m)
- 主回転翼直径: 44 ft 0 in (13.41 m)
- 全高: 14 ft 5.8 in (4.414 m)
- 円板面積: 1520.53 ft² (141.26 m²)
- 空虚自重: 7,005 lb (3,177 kg)
- 全備重量: 11,700 lb (5,306 kg)
- 最大離陸重量: 11,700 lb (5,306 kg)
- 発動機:チュルボメカ アリエル 2S2 636kW (853shp)×2基
- 超過禁止速度: 155 knots, 178 mph (287 km/h)
- 航続距離: 345 nm 30分予備燃料 (639 km 30分予備燃料)

下記の「東京愛らんどシャトル」では、乗員1名、乗客9人で運行している。

## 日本での採用
警察航空隊や消防防災航空隊の一部でS-76Bが、海上保安庁ではS-76C,C+,C++,Dと採用されている。その多くは巡視船搭載機として運用されており、現在は最新型S-76Dの数が最も多い。また、報道用や一部離島を結ぶため生活路線航空便としても採用されている。（例：東邦航空の東京愛らんどシャトルや「新中央航空」）